# Ekonomista (czasopismo)
Ekonomista – najstarsze w Polsce czasopismo naukowe z dziedziny nauk ekonomicznych.

## Opis
„Ekonomista” został założony w 1900 roku jako czasopismo ekonomistów, zarówno naukowców, jak i praktyków gospodarczych. Początkowo był to tygodnik, od 1901 roku kwartalnik, a od 1955 roku – dwumiesięcznik. Publikowane są w nim oryginalne teksty naukowe w języku polskim i angielskim poświęcone problematyce ekonomicznej.
W okresie powojennym było kierowane przez tak znanych i cenionych ekonomistów, jak Edward Lipiński i Zdzisław Sadowski. Obecnie redaktorem naczelnym jest prezes Polskiego Towarzystwa Ekonomicznego – Marian Gorynia.
Czasopismo jest indeksowane w: Web of Science Emerging Sources Citation Index (ESCI), ERIH PLUS, Scimago Journal & Country Rank, ICI Journals Master List (Index Copernicus International), BazEkon i CEJSH (The Central European Journal of Social Sciences and Humanities). Otwarty dostęp do pełnych artykułów z zasobów archiwalnych oraz wybranych artykułów z wydań bieżących jest możliwy na stronie redakcyjnej.
Kwartalnik znajduje się w wykazie czasopism naukowych prowadzonym przez Ministra Nauki i Szkolnictwa Wyższego z przyznaną liczbą 40 punktów.